# Radim, Kolín
Radim là một làng thuộc huyện Kolín, vùng Středočeský, Cộng hòa Séc.